# پزشکان زنان و زایمان
پزشکان زنان و زایمان (انگلیسی: OB & GY; کره‌ای: 산부인과) یک مجموعهٔ تلویزیونی کره جنوبی ۲۰۱۰ در ژانر درام پزشکی است. این مجموعه از ۳ فوریه تا ۲۵ مارس ۲۰۱۰، چهارشنبه و پنج‌شنبه‌ها، ساعت ۲۱:۵۵ (کی‌اس‌تی) برای ۱۶ قسمت از اس‌بی‌اس پخش شد.

## خلاصه داستان
این مجموعه تصمیمات سخت و داستان‌های افراد پرجنب و جوش را به تصویر می‌کشد که روزانه در بخش زنان و زایمان اتفاق میفتد، با تمرکز ویژه بر روی سو هه یونگ (جانگ سو هی)، یک متخصص زنان و زایمان با استعداد و مصمم که به تازگی از پایگاه معتبر سئول به بیمارستان شعبه منتقل شده‌است. شیوهٔ سرراست او در اداره زندگی حرفه‌ای خود در تضاد با زندگی عاشقانهٔ او است، که به خاطر رابطه‌اش با یک مرد متأهل ویران شده‌است. این مسئله حتی زمانی پیچیده‌تر می‌شود که او با لی سانگ شیک، رئیس ان‌آی‌سی‌یو دیدار می‌کند و دوست قدیمی‌اش وانگ جه سوک نیز علاقه خود را نشان می‌دهد.

## بازیگران

### کارکنان بیمارستان
- جانگ سو هی در نقش سو هه-یونگ
- گو جو-وون در نقش لی سانگ-شیک
- سو جی سوک در نقش وانگ جه-سوک
- لی یونگ-اون در نقش کیم یونگ-می
- سونگ جونگ کی در نقش آن کیونگ-وو
- آن سو-یونگ در نقش سرپرستار لی سوک-جونگ
- یون وون-کیونگ در نقش مدیر مرکز
- لی کی-یونگ در نقش اوه جه-هو دستیار رئیس
- لی سونگ هیونگ در نقش جونگ کیونگ-جو
- جی یو در نقش پرستار چا یونگ-آه
- کیم هو-چانگ در نقش ته جون

### سایر بازیگران
- جونگ هو-بین در نقش یون سو-جین
- یانگ هی-کیونگ در نقش مادر سو هه-یونگ
- مین جی-یونگ در نقش جو یونگ (خواهر سو هه-یونگ)
- چوی جون-یونگ در نقش برادر لی سانگ-شیک
- چا هیون-جونگ در نقش جونگ یو-سون
- لی سول-بی در نقش ایم سونگ-مین
- کیم هیون-آه در نقش مین یونگ-جو
- هو جون-سوک

### بازیگران مهمان
- هیون یونگ در نقش لی یون-جین (قسمت ۱–۲)
- لی یی-جونگ در نقش یون ایم (قسمت ۱–۲)
- پارک جه-هون در نقش پدر دوقلوها (قسمت ۲، ۵)
- هان یو-وون در نقش سو جین (قسمت ۳)
- جی ایل جو در نقش دوست پسر سو جین (قسمت ۳)
- هوانگ هیو-اون در نقش سون هوا (قسمت ۳)
- کیم می-ریو در نقش مون یونگ (قسمت ۳)
- وی یانگ-هو در نقش شوهر مون یونگ (قسمت ۳)
- کانگ کی-هوا در نقش جون هی (قسمت ۴)
- سونگ جی-رو در نقش جون سوک (قسمت ۴–۵)
- کیم هه-جی در نقش سانگ می (قسمت ۵)
- بانگ جون-سو در نقش سو بین (قسمت ۶–۷)
- پارک بودره در نقش پارک مین-جونگ معلم (قسمت ۸، ۱۱)
- هوانگ این یونگ در نقش جونگ اون-می (قسمت ۹)
- لی ایل-هوا در نقش لی جونگ-جو (قسمت ۹)
- کیم جونگ-نان در نقش کیم مین-سون (قسمت ۱۰–۱۱)
- کیم می-یون در نقش پارتنر سابق جه-سوک (قسمت ۱۱–۱۲)
- جین یه سول در نقش کانگ سو-آه (قسمت ۱۲)
- گوم دان-بی در نقش مین سو-یونگ (قسمت ۱۲–۱۳)
- بان مین-جونگ
- ایم سونگ-ده
- لی یون-کیونگ
- سونگ سونگ-یونگ
- جی سونگ هیون

## آمار بینندگان
- در جدول زیر، اعداد آبی کمترین رتبه را دارند و اعداد قرمز بالاترین رتبه را نشان می‌دهند.

| قسمت                 | تاریخ پخش اصلی       | TNmS       | TNmS  | AGB Nielsen | AGB Nielsen |
| قسمت                 | تاریخ پخش اصلی       | سراسر کشور | سئول  | سراسر کشور  | سئول        |
| -------------------- | -------------------- | ---------- | ----- | ----------- | ----------- |
| ۱                    | ۳ فوریه، ۲۰۱۰        | ۹٫۵٪       | ۱۰٫۰٪ | ۹٫۳٪        | ۱۰٫۶٪       |
| ۲                    | ۴ فوریه، ۲۰۱۰        | ۱۰٫۹٪      | ۱۱٫۴٪ | ۹٫۳٪        | ۹٫۶٪        |
| ۳                    | ۱۰ فوریه، ۲۰۱۰       | ۱۱٫۶٪      | ۱۲٫۰٪ | ۱۱٫۰٪       | ۱۱٫۵٪       |
| ۴                    | ۱۱ فوریه، ۲۰۱۰       | ۱۱٫۵٪      | ۱۱٫۹٪ | ۱۰٫۵٪       | ۱۱٫۸٪       |
| ۵                    | ۱۷ فوریه، ۲۰۱۰       | ۱۲٫۳٪      | ۱۲٫۲٪ | ۱۱٫۰٪       | ۱۱٫۴٪       |
| ۶                    | ۱۸ فوریه، ۲۰۱۰       | ۱۲٫۲٪      | ۱۲٫۸٪ | ۹٫۸٪        | ۱۰٫۱٪       |
| ۷                    | ۲۴ فوریه، ۲۰۱۰       | ۱۲٫۴٪      | ۱۲٫۸٪ | ۱۲٫۲٪       | ۱۲٫۹٪       |
| ۸                    | ۲۵ فوریه، ۲۰۱۰       | ۱۰٫۷٪      | ۱۰٫۷٪ | ۱۱٫۰٪       | ۱۱٫۷٪       |
| ۹                    | ۳ مارس، ۲۰۱۰         | ۱۱٫۴٪      | ۱۱٫۰٪ | ۱۰٫۸٪       | ۱۰٫۹٪       |
| ۱۰                   | ۴ مارس، ۲۰۱۰         | ۱۲٫۷٪      | ۱۲٫۹٪ | ۱۱٫۶٪       | ۱۲٫۰٪       |
| ۱۱                   | ۱۰ مارس، ۲۰۱۰        | ۱۰٫۶٪      | ۱۰٫۱٪ | ۱۰٫۳٪       | ۱۰٫۵٪       |
| ۱۲                   | ۱۱ مارس، ۲۰۱۰        | ۱۱٫۶٪      | ۱۱٫۹٪ | ۱۱٫۳٪       | ۱۱٫۴٪       |
| ۱۳                   | ۱۷ مارس، ۲۰۱۰        | ۱۱٫۹٪      | ۱۱٫۴٪ | ۱۱٫۸٪       | ۱۲٫۱٪       |
| ۱۴                   | ۱۸ مارس، ۲۰۱۰        | ۱۲٫۷٪      | ۱۲٫۵٪ | ۱۲٫۱٪       | ۱۳٫۱٪       |
| ۱۵                   | ۲۴ مارس، ۲۰۱۰        | ۱۱٫۴٪      | ۱۱٫۲٪ | ۱۲٫۰٪       | ۱۲٫۹٪       |
| ۱۶                   | ۲۵ مارس، ۲۰۱۰        | ۱۰٫۸٪      | ۱۰٫۴٪ | ۱۱٫۹٪       | ۱۲٫۹٪       |
| میانگین امتیاز مخاطب | میانگین امتیاز مخاطب | ۱۱٫۵٪      | ۱۱٫۵٪ | ۱۱٫۰٪       | ۱۱٫۶٪       |